# BlueBird
BlueBird o Blue Bird es el cuarto álbum de estudio de Virginia Maestro, el tercero de la cantante en solitario y el primero publicado fuera de la discográfica Sony Music. Este álbum está compuesto en su totalidad en inglés por Virginia y también está interpretado íntegramente por ella.

## Lista de canciones
| Blue Bird |                        |          |  |
| N.º       | Título                 | Duración |  |
| 1.        | «The Best»             | 03:26    |  |
| 2.        | «Make It Alright»      | 03:24    |  |
| 3.        | «Here I Go»            | 02:57    |  |
| 4.        | «Loneliness (Found)»   | 03:40    |  |
| 5.        | «Nothing»              | 03:37    |  |
| 6.        | «Alive»                | 02:59    |  |
| 7.        | «Places»               | 04:23    |  |
| 8.        | «Please»               | 03:15    |  |
| 9.        | «You Got a Hold on Me» | 03:00    |  |
| 10.       | «Ond and On»           | 02:58    |  |
| 11.       | «Candy Conditions»     | 03:19    |  |
| 36:49     |                        |          |  |

- Datos: Q22666902